# Bryan Danielson
Bryan Lloyd Danielson (Aberdeen, 22 de maio de 1981) melhor conhecido pelo nome de ringue Bryan Danielson, é um lutador americano de luta livre profissional que atualmente está na All Elite Wrestling. Bryan foi por uma vez AEW World Champion quando derrotou Swerve Strickland no AEW All In 
Na WWE, Danielson ganhou também o World Heavyweight Championship uma vez, além de também ter conquistado o United States Championship uma vez, bem como o WWE Tag Team Championship como parte do Team Hell No (com Kane), e o Intercontinental Championship. Ele ganhou ainda a luta Money in the Bank do SmackDown de 2011. Com todas essas conquistas, Danielson foi o 26º lutador a completar a Tríplice Coroa da WWE e o 15º a realizar o Grand Slam.
No circuito independente, Danielson já foi uma vez Campeão Mundial do Ring of Honor, duas vezes Campeão Mundial do Pro Wrestling Guerrilla e uma vez Campeão Mundial do wXw. Além disso, ele ganhou o FIP Heavyweight Championship na Full Impact Pro, o GHC Junior Heavyweight Championship na Pro Wrestling Noah, e é reconhecido como o último detentor do ROH Pure Championship, já que unificou o título ao ROH World Championship em 2006. Ele também já lutou no Japão, onde venceu o IWGP Junior Heavyweight Tag Team Championship na New Japan Pro Wrestling com Curry Man e o GHC Junior Heavyweight Championship na Pro Wrestling Noah.
Entre WWE, ROH, e no Japão, Danielson venceu um total de onze campeonatos, incluindo cinco títulos mundiais. No entanto, em 8 de fevereiro de 2016 ele se aposentou da luta livre profissional devido a razões médicas.
Daniel Bryan foi renomado Gerente Geral da SmackDown, no dia 13 de julho de 2016, cargo em que ficou até 10 de abril de 2018, quando foi substituído por Paige.

## Carreira

### Início (1999–2004)
Danielson praticava backyard wrestling na Backyard Championship Wrestling (BCW) sob seu nome real e apelido de "The Dagger". Lá, ganhou o título dos pesos-pesados. Após Danielson se formar no ginásio em 1999, ele decidiu treinar profissionalmente na escola de wrestling de Dean Malenko. Com o fechamento da escola, Danielson passou a treinar com Shawn Michaels na Texas Wrestling Academy. Danielson estreou na Texas Wrestling Alliance (TWA), e em 21 de março de 2000 ganhou seu primeiro título oficial, o TWA Tag Team Championship com Spanky, após derrotarem Jeromy Sage e Ruben Cruz.
Ele foi contratado pela World Wrestling Federation (WWF) e mandado para o território de desenvolvimento Memphis Championship Wrestling (MCW). Lá, Danielson foi treinado por William Regal. Nessa época, ele passou a usar a alcunha de "American Dragon". WWF demitiu Danielson em 2001, mas não antes dele ganhar o MCW Light Heavyweight Championship e o MCW Tag Team Championship com Spanky. Danielson retornou à WWE em algumas edições do Velocity e Heat, inicialmente para ser derrotado em lutas rápidas, até poder lutar combates mais longos; certa vez, foi derrotado por John Cena.
Danielson também realizou uma turnê no Japão com a promoção Frontier Martial-Arts Wrestling (FMW), junto com Lance Cade, da Texas Wrestling Academy, lutando em diversos combates de duplas. Ele retornou ao Japão após ser demitido da WWF, competindo na New Japan Pro Wrestling (NJPW). Lá, ele passou a usar o personagem American Dragon, com uma máscara vermelha, azul e branca. Como parte da divisão dos pesos-leves, Danielson ganhou o IWGP Junior Heavyweight Tag Team Championship com Curry Man em 12 de março de 2004, após derrotar Jado e Gedo, durante a turnê Hyper Battle.

### Ring of Honor

#### Pai fundador (2002—2005)

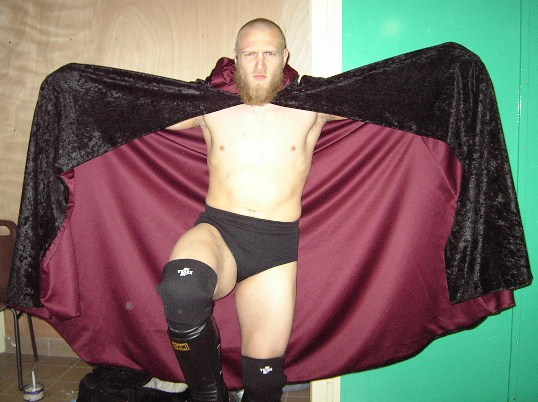
Danielson posando em 2004

Em 2002, Danielson passou a lutar na promoção independente Ring of Honor, onde era chamado de "o pai fundador" da companhia pelos fãs, já que era um dos lutadores que lutou nos primeiros eventos da companhia, incluindo no primeiro evento, The Era of Honor Begins, em uma luta também envolvendo Low Ki e Christopher Daniels. Ele continuou a ter lutas aclamadas pela crítica, incluindo uma contra Austin Aries que teve duração de 80 minutos. Uma rivalidade do início da história da companhia era entre Danielson e Homicide; os dois se enfrentaram diversas vezes, o que culminou em uma luta Steel Cage no The Final Showdown, vencida por Danielson.
Nessa época, Danielson já era considerado o melhor lutador da ROH, mesmo nunca tendo ganhado um título. Em 2005, ele anunciou pelo jornal da companhia que pediria demissão após não conseguir derrotar Austin Aries pelo ROH World Championship. Mais tarde, foi revelado que Danielson estava realmente frustrado com o mundo do wrestling profissional e queria um tempo para reavaliar sua carreira. Em maio de 2005, rumores de que a Total Nonstop Action Wrestling queria contratar Danielson surgiram, e ele também teve lutas de avaliação na WWE. No entanto, Bryan continuou na ROH.

#### Campeão Mundial (2005—2006)
Danielson derrotou James Gibson pelo ROH World Championship no Glory by Honor IV em 15 de setembro de 2005. No resto do ano, Danielson defendeu o título diversas vezes, competindo até contra lutadores de outras companhias, como a estrela da Pro Wrestling Noah Naomichi Marufuji, no Final Battle 2005.

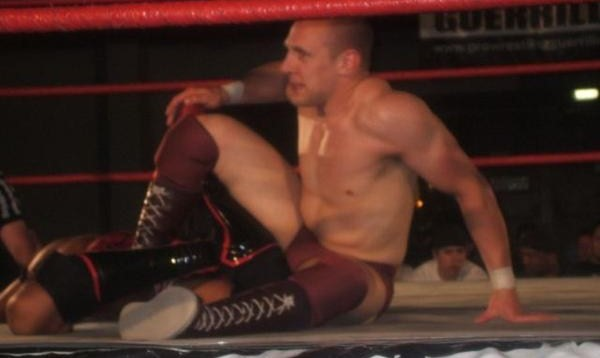
Danielson no ringue em 2006

No começo de 2006, Chris Hero, um representante da Combat Zone Wrestling (CZW), invadiu a ROH contra Danielson; o que os levou a uma disputa na internet, antes de terem uma luta, levando o elenco das duas companhias a criar uma rivalidade. Danielson se envolveu na rivalidade, invadindo a CZW. Hero intensificou a rivalidade, com os dois se enfrentaram no Hell Freezes Over, onde Danielson defendeu o ROH World Championship. Danielson participou da luta 5-contra-5 em uma luta Cage of Death. Durante a luta, Danielson traiu seu time, atacando Samoa Joe, antes de abandonar a luta. Danielson passou a defender seu título apenas contra lutadores da CZW. Bryan enfrentou Joe, em uma luta que acabou com um empate de 60 minutos.
Ring of Honor, enquanto tendo o ROH World Championship, teve problemas por ter também um título de igual valor, o ROH Pure Championship. Danielson e o Campeão Pure Nigel McGuinness se enfrentaram para unificar o título. Após várias lutas, Danielson derrotou McGuinness em 12 de agosto, aposentando o Pure Championship. Durante uma luta contra Colt Cabana em 26 de agosto, Danielson lesionou seu ombro e seu peito, cancelando suas próximas lutas. Danielson retornou noGlory by Honor V: Night 2, sendo desafiado por KENTA, um competidor da Pro Wrestling Noah; Danielson reconquistou seu título. No Final Battle 2006, Danielson perdeu seu título para Homicide após 15 meses. Ele ficou longe dos ringues para curar seu ombro.

#### Últimos anos (2007—2009)
Em 11 de maio, Danielson retornou ao Reborn Again, onde derrotou Shane Hagadorn e Adam Pearce em duas lutas. Em 12 de maio, no primeiro pay-per-view da ROH, Respect is Earned, Danielson se aliou ao Campeão Mundial da ROH, Takeshi Morishima, para derrotar Nigel McGuinness e Kenta. Danielson derrotou Nigel McGuinness no Domination, que foi exibido apenas no Driven. Agora um mocinho, Danielson desafiou Morishima pelo título no Manhattan Mayhem, sendo derrotado; durante a luta ele sofreu uma lesão na retina. Após uma cirurgia, Danielson novamente desafiou Morishima, o enfrentando no Man Up. A luta acabou quando o árbitro decidiu que Danielson estava nocauteado. Danielson venceu uma luta contra Morishima por desqualificação no Rising Above antes dele voltar ao Japão. Morishima retornou para o Final Battle 2008, em uma luta na qual os lutadores podiam usar objetos externos, contra Danielson, que o derrotou.
Nos meses seguintes, Danielson teve diversas lutas com Austin Aries, incluindo uma no Take No Prisoners, vencida por Danielson, que ajudou Aries ao se tornar seu parceiro contra The Age of the Fall. Os dois enfrentaram todos os membros do grupo, também desafiando Jimmy Jacobs e Tyler Black pelo ROH World Tag Team Championship.
Como parte de um acordo entre a ROH e a Pro Wrestling Noah, a companhia teve um evento no Japão em 14 de setembro chamadoTokyo Summit, onde Danielson derrotou Yoshinobu Kanemaru pelo GHC Junior Heavyweight Championship. Após a vitória, em uma entrevista, Danielson anunciou que poderia defender o título na Ring of Honor, com a primeira defesa acontecendo no Glory By Honor VII, derrotando Katsuhiko Nakajima. Ele perderia o título para Kenta em 13 de outubro, no Japão. Ele foi derrotado por McGuinness no Rising Above.
Ring of Honor estreou na televisão com o programa Ring of Honor Wrestling, e Danielson estreou no terceiro episódio, derrotando Austin Aries. No episódio seguinte, Danielson começou uma rivalidade com Tyler Black, com ambos se respeitando. Nessa época, Danielson tentou ganhar o ROH World Tag Team Championship, escolhendo Black como parceiro. Os dois tentaram, sem sucesso, ganhar o título várias vezes.
Em 23 de agosto, foi anunciado que Danielson havia sido contratado pela World Wrestling Entertainment. Em 26 de setembro, no Glory by Honor VIII: The Final Countdown, ele ganhou sua última luta na ROH, derrotando Nigel McGuinness.

### Outras promoções
Além de competir na ROH primariamente, Danielson também lutou em diversas promoções independentesnos Estados Unidos e em outros países. Em 2003, Danielson participou de um turnê no Reino Unido pela All Star Wrestling. Enquanto no Reino Unido, Danielson ganhou o World Heavy Middleweight Championship em 6 de maio em um torneio em Croydon, derrotando James Mason. Ele passou os próximos seis meses lutando no Reino Unido, na ASW, FWA, WAW e Premier Promotions. Ele retornou várias vezes durante os próximos cinco anos. Em fevereiro de 2005, no New Dawn Rising, Danielson fez sua estreia na Full Impact Pro (FIP), se aliando a Rocky Romero em uma luta contra Austin Aries e Homicide. Na noite seguinte, no Dangerous Intentions, Danielson foi derrotado por CM Punk, o que criou uma curta rivalidade entre os dois. Em 2006, Danielson ganhou o FIP World Heavyweight Championship, mantendo o título por onze meses antes de perdê-lo para Roderick Strong. Danielson teve sua última luta na FIP em dezembro de 2006, no Florida Rumble, sendo derrotado por Erick Stevens.

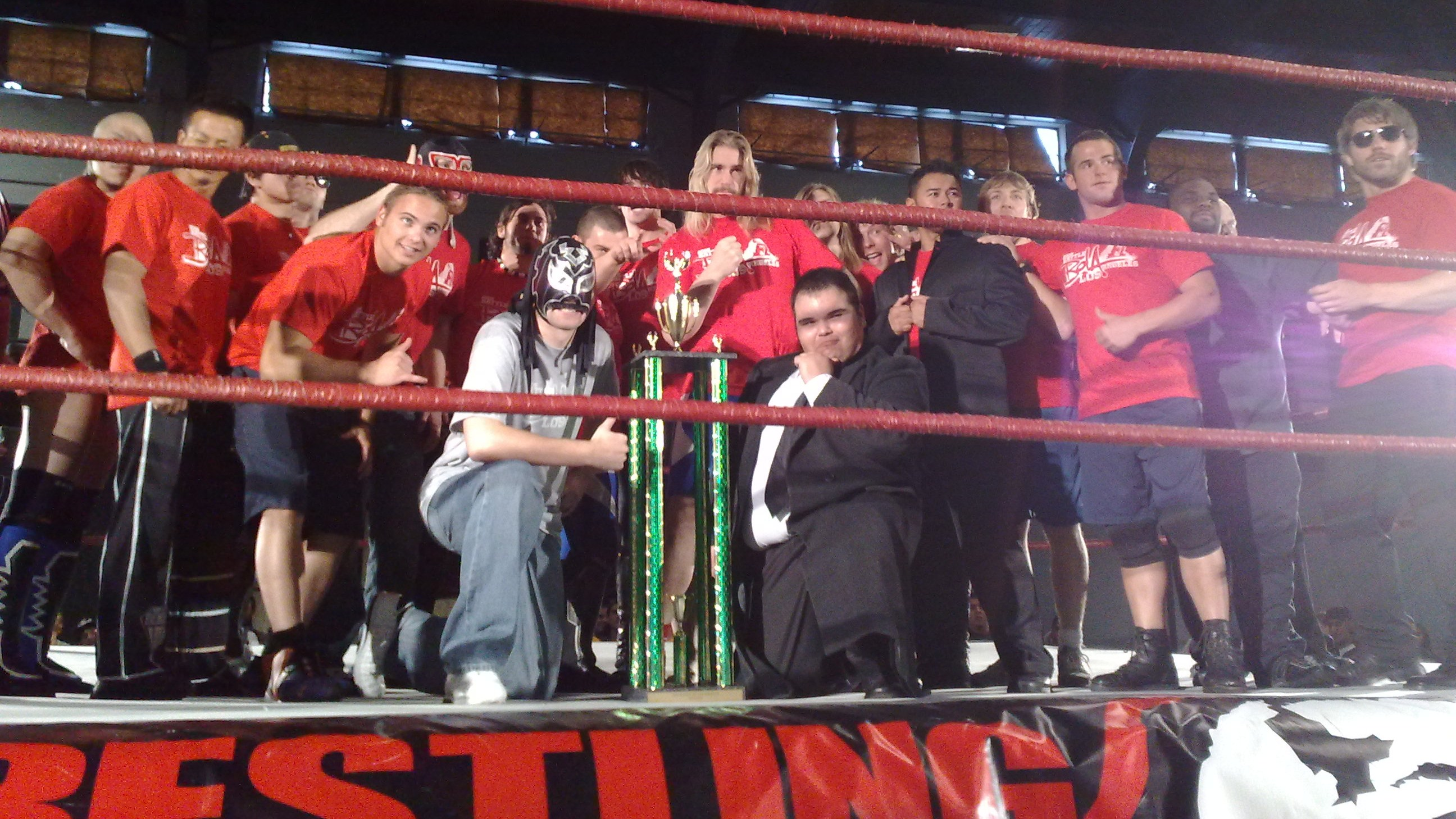
Danielson competiu no torneio Battle of Los Angeles em 2008, na PWG.

Danielson lutou na promoção californiana Pro Wrestling Guerrilla (PWG). Ele estreou em novembro de 2003 no An Inch Longer Than Average, sendo derrotado pelo Campeão da PWG Frankie Kazarian. Ele continuou a aparecer na PWG nos anos seguintes, ganhando o PWG World Championshipem 2007, o mantendo por seis meses. Após onze meses, ele retornou à PWG no torneio da Battle of Los Angeles de 2008. Em maio de 2009, ele se aliou a Paul London, referindo-se a si mesmo como American Dolphin. Em 4 de setembro de 2009, no Guerre Sans Frontières, em sua última luta na PWG, Danielson derrotou Chris Hero para ganhar o PWG World Championship, o vagando imediatamente.
Após retornar de uma lesão em 2007, a National Wrestling Alliance (NWA) publicou um vídeo de Danielson falando sobre sua vontade de ganhar o NWA World Heavyweight Championship. Um torneio pelo título, chamado Reclaiming the Glory, aconteceu, com Danielson chegando até a final, onde deveria enfrentar Brent Albright e 1° de setembro, mas devido a uma lesão no olho acontecida no Manhattan Mayhem, a NWA anunciou que Adam Pearce substituiria Danielson, que foi o árbitro da luta.
Em 2009, o contrato de Danielson com a Ring of Honor expirou. Ele estreou na promoção da Filadélfia Chikara para competir no torneio King of Trios, se aliando a Claudio Castagnoli e Dave Taylor. No mesmo ano, foi anunciado que Danielson iria competir na Dragon Gate USA. Ele foi derrotado pelo Campeão Open the Dream Gate Naruki Doi.

### World Wrestling Entertainment (2009–2010)

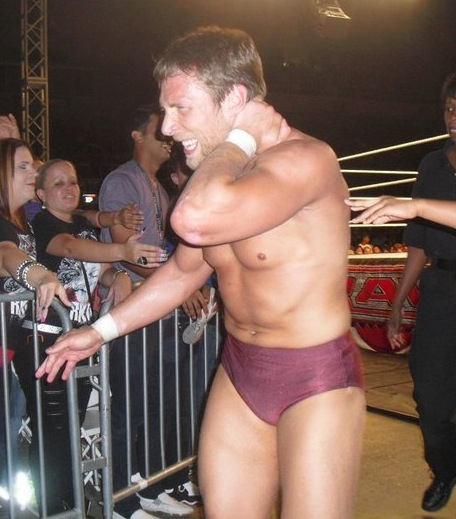
Bryan em um evento ao vivo do Raw em 2010.

Em 23 de agosto de 2009, ROH anunciou que Danielson havia sido contratado pela World Wrestling Entertainment (WWE). Danielson estreou em 4 de janeiro de 2010, em uma luta não televisionada antes do Raw, derrotando Chavo Guerrero. Mais tarde naquela semana foi reportado que Danielson havia requerido uma transferência para a Florida Championship Wrestling (FCW), território de desenvolvimento da WWE, para se aclimatar ao novo ambiente de trabalho e ao novo estilo de lutas. Ele estreou na FCW em 14 de janeiro, sendo derrotado por Kaval. Em 11 de fevereiro, Danielson foi renomeado Daniel Bryan.
Em 16 de fevereiro foi anunciado que ele participaria da primeira temporada do WWE NXT, usando o nome Daniel Bryan, com The Miz como seu mentor. Ele estreou no primeiro episódio do NXT em 23 de fevereiro, sendo derrotado pelo Campeão Mundial dos Pesos-Pesados, Chris Jericho. Após a luta, Bryan foi atacado por Miz após tê-lo desrespeitado. Nas semanas seguintes, Bryan não conseguiu ganhar nenhum combate, mas foi o primeiro colocado na primeira enquete, em 30 de março. Após perder mais cinco lutas no NXT, Bryan ganhou sua primeira no Raw de 10 de maio, derrotando Santino Marella em uma luta 8-contra-4. No NXT da noite seguinte, ele foi eliminado da competição com Michael Tarver, por nenhum ter mostrado força de vontade durante o programa. Mesmo após ter sido eliminado, Bryan continuou a aparecer no NXT, sendo entrevistado por Matt Striker e atacando o comentarista Michael Cole, que lhe insultava nos comentários, e The Miz.
No Raw de 31 de maio, Bryan derrotou The Miz e, após a luta, jogou Miz em Cole. Na semana seguinte, os participantes do NXT invadiram o Raw, atacando CM Punk, John Cena, os comentaristas, o anunciador Justin Roberts e destruindo a área do ringue. Em 11 de junho de 2010, a WWE anunciou que Danielson havia sido demitido. Foi reportado que Bryan havia sido demitido porque, durante o ataque, havia estrangulado Justin Roberts com sua gravata, o que acabou sendo violento demais para a censura livre do Raw. Na história, os membros do Nexus, os participantes do NXT, o haviam expulsado do grupo por ele ter sentido remorso pelo ataque.

### Retorno ao circuito independente (2010)
Duas semanas após sua demissão da WWE, em 26 de junho de 2010, Danielson voltou ao circuito independente, derrotando Eddie Kingston no evento We Must Eat Michigan's Brain da Chikara. Durante a luta, os fãs atiraram gravatas, em referência ao incidente com Justin Roberts. No dia seguinte, no Faded Scars and Lines também da Chikara, Danielson derrotou o detentor da Young Lions Cup Tim Donst. Em 3 de julho, Danielson retornou ao Xtreme Wrestling, derrotando Wade Fitzgerald e TJP na primeira rodada do torneio Ambition 1. No dia seguinte ele derrotou Tommy End e TJP em uma revanche, e finalmente Johnny Moss na final do torneio. Em 17 de julho, Danielson estreou na International Wrestling Association (IWA), derrotando Q.T. Marshall para ganhar o IWA Puerto Rico Heavyweight Championship. Em 23 de julho, Danielson estreou na Evolve, derrotando Bobby Fish, enquanto Danielson retornou à Dragon Gate USA, derrotando Shingo no Return of the Dragon. Após a luta, Danielson se uniu a BxB Hulk, Masato Yoshino, Naruki Doi e PAC como o quinto membro do grupo World–1. Em 30 de julho, Danielson retornou à Pro Wrestling Guerrilla, derrotando Roderick Strong. Em 7 de agosto, Danielson foi derrotado por Adam Pearce em uma luta pelo NWA World Heavyweight Championship no NWA Legends Fanfest.
Mesmo retornando à WWE em 15 de agosto, Danielson honrou suas datas pré-marcadas, derrotando Jon Moxley na Heartland Wrestling Association, no evento Road to Destiny dia 20. No dia seguinte ele derrotou Drake Younger no Ninth Anniversary Reign of the Insane da Insanity Pro Wrestling. Em 22 de agosto, derrotou J Freddie em um evento da Squared Circle Wrestling. Em 10 de setembro ele retornou à IWA, usando o nome Daniel Bryan, e foi perdeu o IWA Puerto Rico Heavyweight Championship para Dennis Rivera. No dia seguinte, Danielson voltou à Evolve, derrotando Munenori Sawa. Na mesma noite, Danielson lutou pela New York Wrestling Connection em uma luta de duplas, se aliando a Tony Nese para derrotar Dimitrios Papadon e Alex Reynolds. On September 25 Danielson returned to Dragon Gate USA and defeated YAMATO in the main event of the evening. No dia seguinte, Danielson derrotou Jon Moxley. Em 1° de outubro, Danielson lutou seu último combate no circuito independente, derrotando Shelton Benjamin em um evento da Northeast Wrestling.

### Retorno à WWE (2010–presente)

#### Campeão dos Estados Unidos (2010–2011)

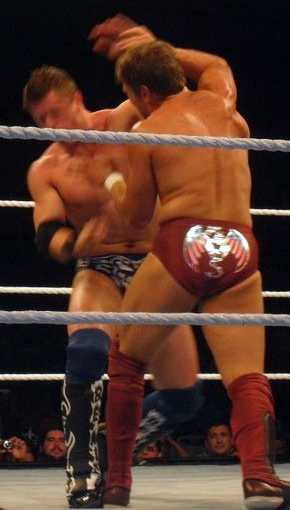
Bryan lutando contra seu ex-mentor do NXT, The Miz.

Em 15 de agosto de 2010, Danielson retornou à WWE sob o nome Daniel Bryan durante o SummerSlam, sendo revelado o sétimo membro do time da WWE contra o Nexus em uma luta de eliminação 7-contra-7. Bryan foi um dos dois últimos membros de seu time, tendo eliminado dois membros do Nexus antes de ser eliminado por Wade Barrett após interferência de Miz. Mesmo assim, o time da WWE ganhou o combate. Na noite seguinte, Bryan se tornou membro do elenco do Raw. Ele continuou sua rivalidade com Miz, com ambos interferindo em lutas dos outros e Miz tendo a ajuda de Alex Riley, seu aprendiz. No Night of Champions, Bryan derrotou The Miz para ganhar o WWE United States Championship.
Ele defendeu o título duas semanas depois, derrotando The Miz e John Morrison em uma luta de submissões no Hell in a Cell, além de defender contra Ted DiBiase no Survivor Series. No NXT de 30 de novembro, Bryan se tornou mentor de Derrick Bateman na quarta temporada. No fim de 2010,as Bella Twins começaram a competir pelo afeto de Bryan. No Raw de 24 de janeiro de 2011 foi revelado que Bryan mantinha um relacionamento com Gail Kim. No Raw de 14 de março, Bryan perdeu o United States Championship paraSheamus. Ele deveria enfrentar Sheamus pelo United States Championship no WrestleMania XXVII, mas a luta foi remarcada como um pré-show: ela se tornou uma luta de lumberjacks que acabou sem vencedor e acabou se transformando em umaBattle Royal. Bryan perdeu uma revanche no Raw, sendo salvo de um ataque de Sheamus por Sin Cara.

#### Campeão Mundial (2011–2012)
Em 26 de abril, Bryan foi transferido para o SmackDown durante o Draft Suplementar de 2011. Ele estreou em 6 de maio, sendo derrotado por Sheamus. Cody Rhodes começou uma rivalidade com Bryan após lhe atacar e lhe cobrir a cabeça com um saco de papel. Bryan se aliou a Sin Cara contra Rhodes e Ted DiBiase. Em 28 de junho, Bryan retornou ao NXT como mentor de Derrick Bateman novamente, na sexta temporada do programa.

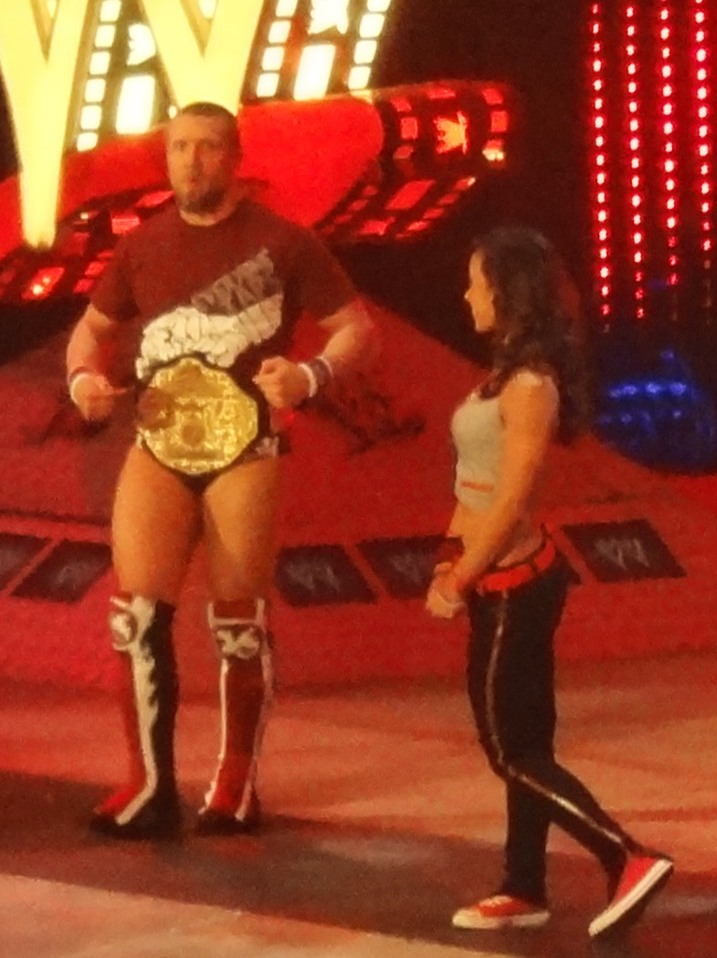
Bryan como campeão mundial dos pesos-pesados junto com sua ex-namorada (na história), AJ.

Em 17 de julho, no Money in the Bank, Bryan derrotou Rhodes, Justin Gabriel, Heath Slater,Kane, Sheamus, Sin Cara e Wade Barrett para ganhar uma luta Money in the Bank, ganhando o direito de desafiar o campeão por uma luta pelo World Heavyweight Championship quando ele quisesse no período de um ano. Após diversas derrotas, Bryan derrotou Slater no NXT. NoSmackDown de 22 de julho, Bryan declarou que usaria seu contrato do Money in the Bank para ter uma luta no WrestleMania XXVIII.
Bryan começaria uma rivalidade com o Campeão Mundial dos Pesos-Pesados Mark Henry no SmackDown de 4 de novembro, quando Henry o desafiaria para uma luta. Bryan foi derrotado por desqualificação após interferência de Big Show, que nocauteou Henry, tentando forçar um desnorteado Bryan a usar seu contrato. Henry conseguiu atacar Bryan e Show antes que Daniel pudesse usar o contrato. Na semana seguinte, Henry derrotou Bryan.
No SmackDown de 25 de novembro, Big Show nocautearia um já lesionado Henry, o que levou Bryan a usar seu contrato do Money in the Bank e derrotar um desacordado Henry, se tornando Campeão Mundial dos Pesos-Pesados. O Gerente Geral do SmackDown Theodore Long reverteu a decisão imediatamente, afirmando que a luta não havia sido oficial por Henry não ter permissão para lutar naquela noite devido a sua lesão. Bryan recebeu de volta, então, sua maleta de Money in the Bank. Na mesma noite, Bryan venceu uma luta também envolvendo Randy Orton, Cody Rhodes e Wade Barrett para escolher o desafiante pelo título de Henry. No SmackDown seguinte, Bryan foi derrotado por Henry em uma luta Steel Cage.
Bryan usou seu contrato durante o TLC: Tables, Ladders & Chairs, derrotando Big Show após este ter ganho o World Heavyweight Championship de Mark Henry em uma luta de cadeiras. No SmackDown de 6 de janeiro, Bryan defendeu o título contra Big Show, o derrotando por desqualificação após um empurrão de Mark Henry. No SmackDown da semana seguinte, Big Show teve uma revanche pelo título em uma luta sem desqualificações ou contagens. Bryan novamente manteve seu título, após a luta acabar sem vencedor após Show acidentalmente nocautear a namorada de Bryan, AJ, que estava ao lado do namorado. No Royal Rumble, Bryan derrotou Henry e Show em uma luta Steel Cage para manter o título. Ele reteve o título no Elimination Chamber, sendo atacado por Sheamus após o combate.

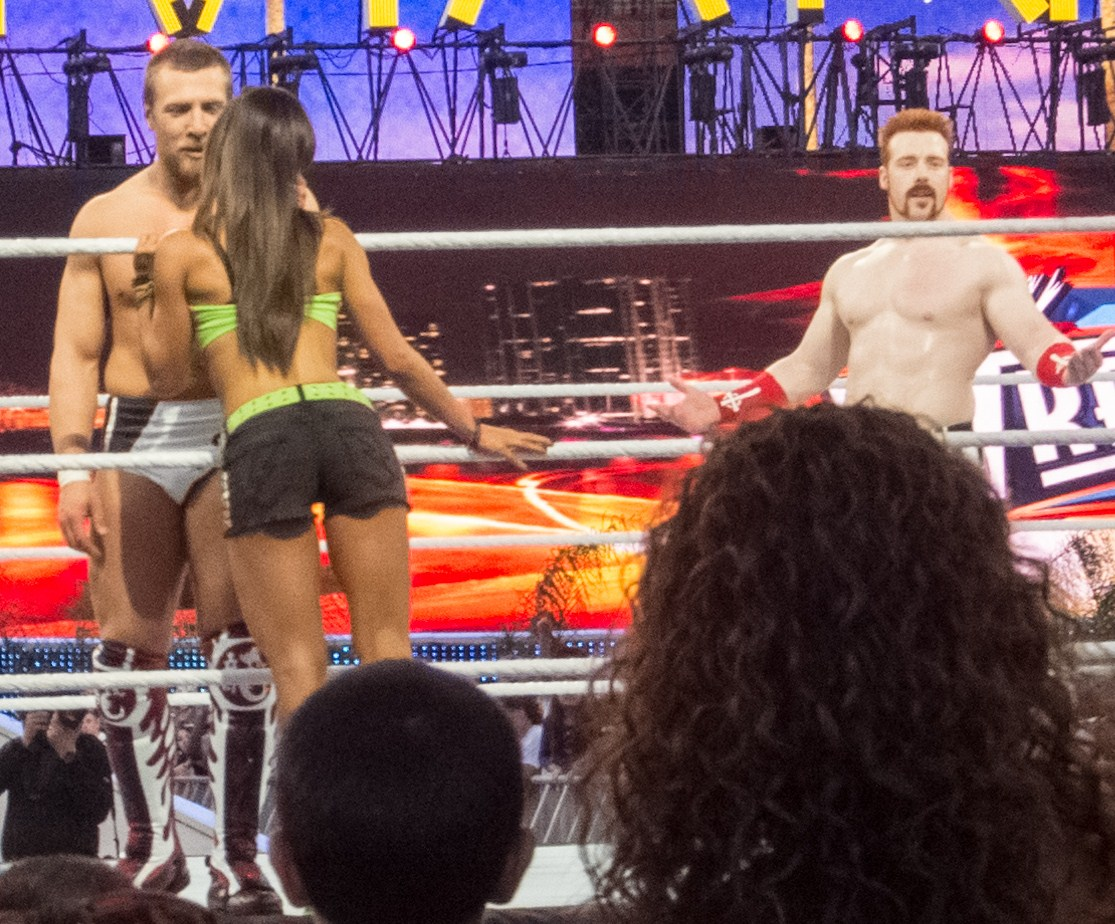
O beijo de AJ que custou o Campeonato Mundial dos Pesos-Pesados para Sheamus no WrestleMania XXVIII em 18 segundos.

No dia 1 de abril na WrestleMania XXVIII, Sheamus derrotou Bryan pelo título em 18 segundos, depois do último ter se virado para beijar sua namorada AJ e receber um Brogue kick do primeiro. No Smackdown que se seguiu, Bryan terminou seu relacionamento com AJ, alegando que ela teve culpa por ter perdido seu título na Wrestlemania. No Smackdown: Blast of the Past, Bryan, convidado especial do Piper's Pit, disse para Roddy Piper que John Laurinaitis deu-lhe uma revanche contra Sheamus no Extreme Rules. Na mesma noite AJ tentou se reconciliar com Bryan, sem sucesso. Nessa época, foi notória a adesão pública a Bryan, um vilão devido ao seu bordão "Yes!". No Extreme Rules, Bryan perdeu o combate contra Sheamus pelo World Heavyweight Championship.
No dia 30 de abril, Bryan se tornou o desafiante para o WWE Championship, vencendo o desafio Beat the Clock, para enfrentar CM Punk no Over the Limit pelo título. No evento, no entanto, ele foi derrotado por Punk. Kane envolveu-se na rivalidade entre Punk e Bryan e, no No Way Out, Punk derrotou os dois para manter o título, após interferência de AJ. No Money in the Bank, Bryan enfrentou Punk novamente, em uma luta sem desqualificações com AJ como árbitra, mas foi derrotado. Na milésima edição do Raw, Bryan e AJ iriam se casar. AJ, no entanto, abandonou Bryan no altar para tornar-se Gerente Geral do Raw. Após o segmento, Bryan foi atacado por The Rock.

#### Team Hell No e Campeão de Duplas (2012–2013)

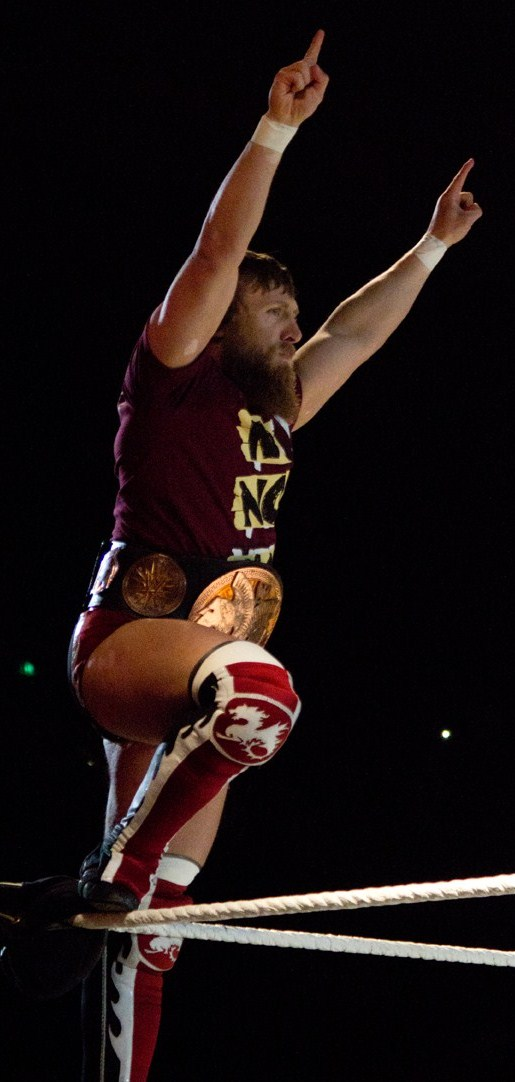
Bryan foi Campeão de Duplas pela primeira vez com Kane.

No SummerSlam, Bryan derrotou Kane em uma luta usada por AJ como vingança contra Bryan. Como resultado dos problemas entre Kane e Bryan, os dois passaram a frequentar aulas de controle de raiva do Dr. Shelby e foram forçados a se abraçar no ringue. No Raw de 10 de setembro, AJ e Dr. Shelby forçaram os dois a formar uma dupla. Eles derrotaram Prime Time Players (Titus O'Neil e Darren Young) para tornar-se desafiantes pelo WWE Tag Team Championship. No Night of Champions, Kane e Bryan derrotaram Kofi Kingston e R-Truth para conquistar o WWE Tag Team Championship. No Raw da noite seguinte, Kane e Bryan derrotaram Truth e Kingston em uma revanche. Até então a dupla ganhava suas lutas sem intenção, em vista que entravam em conflitos entre si no meio de seus combates. No episódio do SmackDown de 21 de setembro de 2012, Edge retornou ao programa para comentar os eventos entre Kane e Daniel Bryan, tentando resolver o problema de raiva dos dois. Frustrado, abraçou os dois. Na mesma noite, a dupla teve combates separados, com Cody Rhodes e Damien Sandow consecutivamente, um atrapalhando o outro e causando a derrota. Rhodes e Sandow enfrentaram Bryan e Kane, que venceram por desqualificação. Os dois encerram o programa agredindo todos os outros membros da divisão de duplas com cadeiradas. No dia 24 de setembro, durante um episódio do Raw, foi escolhido através do Raw Active, pela rede social Twitter, o nome "Hell No" para a dupla. Após o comunicado Rhodes e Sandow atacaram a dupla, anunciando que seriam desafiantes pelo WWE Tag Team Championship. No entanto, a vaga de desafiantes pelo título no Hell in a Cell seria decidida por um torneio. No evento, Team Hell No enfrentou os vencedores do torneio, Rhodes Scholars (Rhodes e Sandow), sendo derrotados por desqualificação após Kane recusar-se a obedecer o árbitro. Como estipulação, a dupla manteve o título. Bryan e Kane fizeram parte do time de Mick Foley na luta de eliminação no Survivor Series contra o time de Dolph Ziggler. Bryan foi eliminado por Alberto Del Rio.
No Raw de 26 de novembro, Kane foi atacado pelo grupo The Shield (composto por Seth Rollins, Roman Reigns e Dean Ambrose) após ser derrotado por CM Punk. Ao tentar defender seu parceiro, Bryan foi também atacado, até ser salvo por Ryback. No TLC: Tables, Ladders & Chairs, Bryan, Kane e Ryback foram derrotados pelos membros da Shield. No Royal Rumble, Kane e Bryan mantiveram o título ao derrotar Rhodes Scholars e, no WrestleMania 29, ao derrotar Dolph Ziggler e Big E Langston. No Extreme Rules, Bryan e Kane perderam o título para Rollins e Reigns. Como Bryan foi o lutador derrotado, ele se tornou obcecado em provar que não era a parte fraca do Team Hell No. Como restulado, Bryan se tornou mais agressivo e seu comportamento causou a derrota da dupla na revanche pelo título no Raw de 27 de maio. Bryan foi colocado como dupla com Randy Orton contra a Shield. Nesta época, Bryan foi aclamado por críticos e lutadores. No SmackDown de 14 de junho, Bryan, Kane e Orton derrotaram Shield. No Payback, Bryan e Orton foram derrotados pela Shield. No Raw da noite seguinte, Bryan e Kane decidiram desfazer o Team Hell No. Na mesma noite, uma luta entre Bryan e Orton foi parada pelo árbitro após Bryan se lesionar. Quatro dias depois, Bryan derrotou Orton por contagem. No Raw seguinte, Bryan derrotou Orton por submissão em uma Street Fight. No Money in the Bank, Bryan competiu em uma luta Money in the Bank por uma chance pelo Campeonato da WWE. Curtis Axel impediu que Bryan vencesse a luta.

#### Campeão Mundial dos Pesos-Pesados (2013–2014)

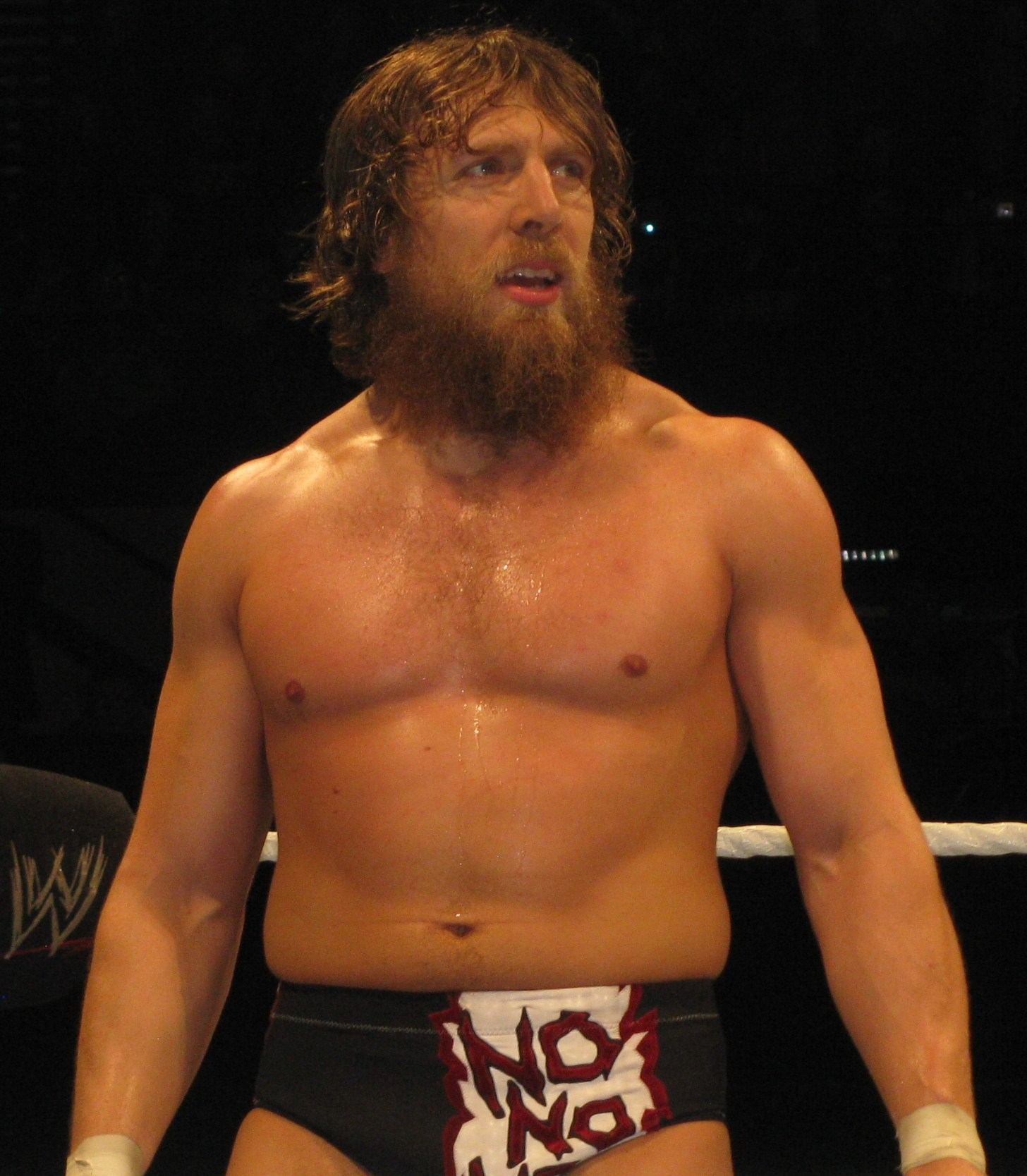
Bryan em julho de 2013

No Raw da noite seguinte, o Campeão da WWE John Cena escolheu Bryan como seu oponente no SummerSlam 2013. No Raw de 22 de julho, para provar que era merecedor da luta, Bryan derrotou Jack Swagger, Antonio Cesaro e Ryback, sendo que esse último foi desqualificado após usar uma mesa contra Bryan. No Raw de 5 de agosto, Bryan passou por uma "transformação corporativa", vestindo um terno e aparando seu cabelo. Vince McMahon tentou forçá-lo a cortar a barba. Bryan se negou, atacando o barbeiro, Wade Barrett. No SummerSlam, Bryan derrotou Cena para conquistar o título em uma luta com Triple H como árbitro. Após a luta, Bryan foi atacado por Triple H, que permitiu que Randy Orton usasse sua maleta Money in the Bank, derrotando Bryan e se tornando campeão.
No Raw da noite seguinte, Triple H e os McMahons endossaram Orton como "a face da WWE", formando a facção The Authority, afirmando que a empresa estava à procura de Orton como campeão em vez de Bryan. Com Triple H ameaçando demitir quem lhe desobedecesse, Bryan foi deixado sozinho para enfrentar e sofrer ataques de Orton e da The Shield. Em 15 de setembro, no Night of Champions, Bryan derrotou Orton para recuperar o WWE Championship, mas foi destituído do título na noite seguinte no Raw por Triple H depois do árbitro Scott Armstrong dizer que ele tinha feito uma contagem rápida na noite anterior, resultando na vitória de Bryan, enquanto Bryan negou que Armstrong estava trabalhando para ele. Bryan e Orton se enfrentaram novamente pelo título vago no dia 6 de outubro, no Battleground, mas a luta terminou sem vencedor depois de Big Show interferir e atacar os dois. Bryan mais uma vez desafiou Orton para o campeonato vago no Hell in a Cell, mas não teve sucesso após o árbitro convidado Shawn Michaels aplicar um Sweet Chin Music em Bryan depois dele atacar seu melhor amigo, Triple H.
No Raw seguinte, Bryan foi atacado pela The Wyatt Family. Como resultado, Bryan se juntou com CM Punk para derrotar os membros do grupo Luke Harper e Erick Rowan no Survivor Series, Uma revanche de Bryan contra toda a Wyatt Family ocorreu no TLC: Tables, Ladders & Chairs, onde foi derrotado. Nas semanas seguintes, Wyatt tentou recrutar Bryan. No último Raw de 2013, Bryan derrotou Harper e depois Rowan para que ele pudesse enfrentar Wyatt, que o venceu depois de Harper e Rowan interferirem. Bryan, em seguida, reconheceu que não importava quantas vezes os fãs gritavam "Sim!" ou o apoiassem, não foi suficiente para "a máquina", então ele desistiu e decidiu juntar-se à Wyatt Family. No Raw de 13 de janeiro, após o grupo o castigar por sua falta de sucesso desde ele se juntou ao grupo e se tornou conhecido como "Daniel Wyatt", Bryan atacou todos os outros membros para se libertar do grupo. No Royal Rumble, apesar de Bryan perder para Wyatt em uma luta individual e mais tarde que não participar na luta Royal Rumble, o público continuou a cantar o nome dele durante todo o evento.

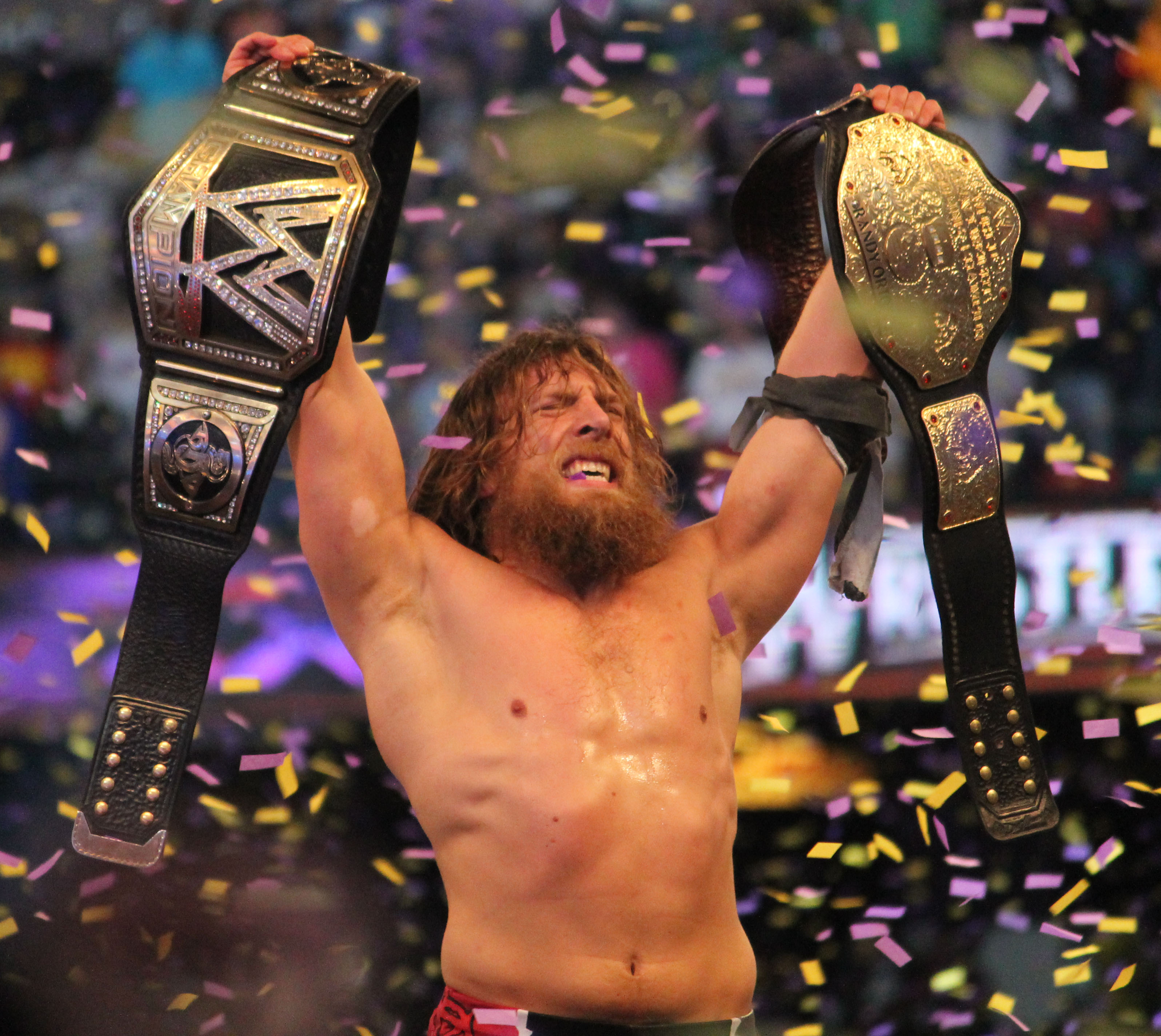
Bryan celebrando a conquista do WWE World Heavyweight Championship no WrestleMania XXX.

No Raw de 27 de janeiro, Bryan se classificou para a luta Elimination Chamber pelo WWE World Heavyweight Championship no evento homônimo, juntamente com John Cena e Sheamus, derrotando a The Shield por desqualificação. Enquanto isso, ele também continuou sua rivalidade com a The Authority, como Kane atacou-o em várias ocasiões, inclusive uma tentativa de lesionar Bryan antes da luta no Elimination Chamber. Nesse evento, Bryan sobreviveu até que ele foi um dos dois últimos participantes, mas o então campeão Randy Orton manteve o título após Kane interferir contra Bryan.
No Raw de 10 de março, Bryan e vários fãs ocuparam o ringue e se recusaram a sair, resultando em Triple H concordar com a exigência de Bryan para um combate no WrestleMania XXX, com a condição de que o vencedor seria inserido na luta pelo WWE World Heavyweight Championship no evento. No WrestleMania, Bryan derrotou Triple H e foi inserido na disputa do título, mas Triple H atacou Bryan após o confronto. Apesar de uma lesão (no enredo) e da interferência da Authority e do árbitro Scott Armstrong, Bryan prevaleceu sobre Batista e Randy Orton no evento principal para o título.
No Raw seguinte ao WrestleMania, Triple H anunciou que lutaria contra Bryan pelo título naquela noite, mas ele foi então atacado por Orton, Batista e Kane pouco antes do combate. No entanto, a The Shield interferiu para afastar os adversários de Bryan. Stephanie McMahon então atraiu Kane para voltar à sua persona mascarada; Kane obedeceu e lhe foi concedido um combate pelo título contra Bryan, e começou o atacar brutalmente, o que levou a uma lesão (no enredo) para dar tempo de Bryan superar a morte de seu pai. No Extreme Rules, Bryan derrotou Kane em uma luta Extreme Rules para manter seu título.

#### Lesões e aposentadoria (2014–2016)
Em algum ponto no tempo, Bryan perdeu toda a força em seu braço direito. Isso causou a Bryan anunciar em 12 de maio que ele teria que passar por uma cirurgia no pescoço. Naquela mesma noite, ele foi atacado por Kane. Em 15 de maio, Bryan passou por uma cirurgia no pescoço com sucesso. Quando Bryan (na história) recusou-se a renunciar ao seu título em 26 de maio, Stephanie McMahon ameaçou demitir sua esposa, Brie Bella, se Bryan não desocupasse o título até o Payback. O ultimato resultou em Brie Bella demitir-se da WWE para que Bryan não tivesse que vagar o seu campeonato no evento. No entanto, quando foi revelado que Bryan não seria capaz de competir no Money in the Bank e defender o seu título, a The Authority o despojou do WWE World Heavyweight Championship em 9 de junho, no Raw, terminando terceiro reinado em 64 dias. Devido à sua lesão, Bryan foi retirado da programação da WWE durante este período. Meses após a cirurgia no pescoço, a força de Bryan ainda não tinha retornado a seu braço.
Bryan voltou à televisão no Raw de 24 de novembro, provocando a The Authority, recentemente deposta. Como o gerente geral para esse episódio do Raw e do SmackDown seguinte em 28 de novembro, Bryan arranjou revanches para seus aliados contra os membros da Authority, além de anunciar que ele voltaria em breve.
No Raw de 29 de dezembro de 2014, Bryan declarou que ele seria capaz de continuar sua carreira e estaria participando na luta Royal Rumble de 2015. Em uma entrevista, Bryan disse que queria ser o "rosto do SmackDown" para aumentar a audiência do programa. Bryan voltou aos ringues no SamckDown de 15 de janeiro de 2015, enfrentando Kane, numa luta que acabou em desqualificação devido à interferência da Authority. No SmackDown seguinte, apesar de mais interferência do grupo, Bryan derrotou Kane para manter sua participação no Royal Rumble. Nesta luta, Bryan foi o número dez, sendo eliminado por Bray Wyatt na primeira metade da luta. Isso fez com que o público da Filadélfia cantasse repetidamente cantar para ele até o final do show.

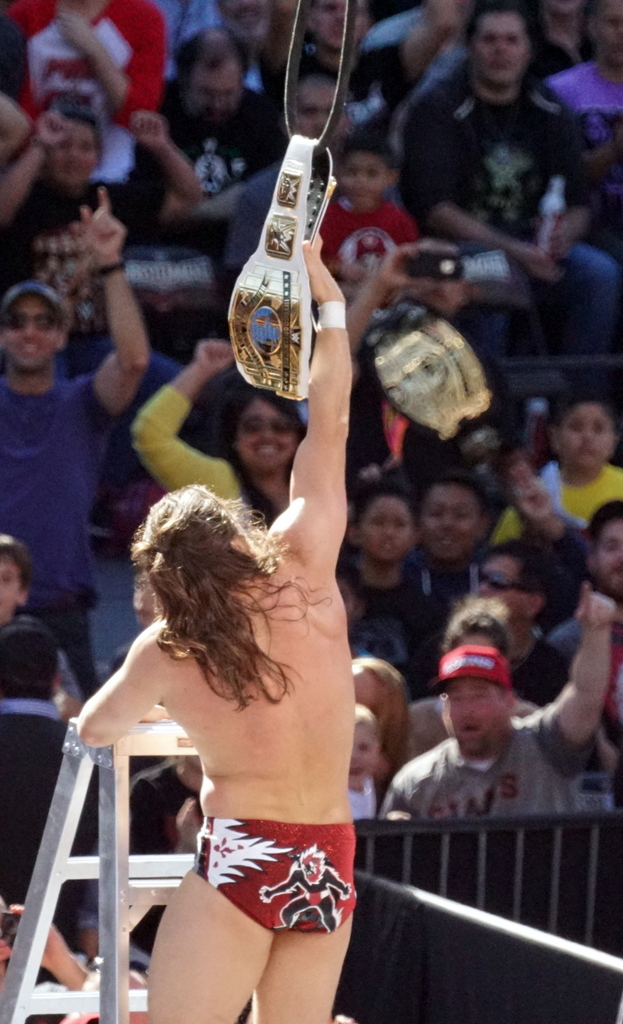
Bryan prestes a conquistar o Intercontinental Championship em uma luta de escadas no WrestleMania 31.

No SmackDown de 29 de janeiro, Bryan terminou sua rivalidade com Kane, derrotando-o em uma luta de caixões. No Raw de 2 de fevereiro, Bryan derrotou Seth Rollins, ganhando o direito de enfrentar Roman Reigns no Fastlane, onde o vencedor do enfrentaria Brock Lesnar no WrestleMania 31 pelo WWE World Heavyweight Championship. No evento, Bryan foi derrotado por Reigns.
Depois do Fastlane, Bryan envolveu-se na rivalidade pelo Intercontinental Championship, depois que ele foi um dos vários lutadores que roubaram o título e derrotaram o campeão Bad News Barrett. Bryan anunciou sua entrada para a luta de escadas pelo título no WrestleMania 31 no SmackDown de 12 de março. No evento, ele veio a ganhar o título.  Isso fez dele um dos seis lutadores a completar o novo "Grand Slam", devido a ele vencer todos os títulos ativos na WWE, ao mesmo tempo, fazendo-o o 26º a completar a Tríplice Coroa da empresa.
No Raw após o WrestleMania 31, Bryan derrotou Dolph Ziggler na sua primeira defesa de título; no entanto, após a luta os dois foram atacados por Barrett, apenas para Sheamus retornar e afugentar Barrett, antes de atacar Bryan e Ziggler. Bryan viria a enfrentar Sheamus no SmackDown de quatro dias depois, e perderia quando Barrett interferiu. Durante o combate, Bryan sofreu um corte não planejado na testa que o levou a sangrar e posteriormente levar pontos na cabeça.
Na sequência das gravações do SmackDown de 14 de abril, a WWE tirou Bryan do restante da turnê na Europa como uma "medida de precaução". Bryan estava programado para defender seu título no Extreme Rules em 26 de abril contra Bad News Barrett, mas a luta foi cancelada, já que Bryan estava "medicamente incapaz de competir". Menos de uma semana depois, a WWE parou de anunciar Bryan de todos os eventos ao vivo futuros ou gravações de televisão. Depois de cerca de um mês fora da televisão, Bryan voltou no Raw de 11 de maio. No entanto, ele anunciou que, após ter sido submetido a uma ressonância magnética, ele estaria fora por um período indeterminado de tempo, e poderia, eventualmente, ter de se aposentar; a natureza de sua lesão não foi revelada. Por isso, ele renunciou o Campeonato Intercontinental. No Elimination Chamber, Bryan afirmou que ele acabaria por lutar novamente. Em julho, Bryan revelou que sua lesão foi relacionada com uma concussão e ele esperava para a WWE libera-lo.
Bryan foi liberado a continuar a sua carreira por médicos externos, mas o da WWE, o Dr. Joseph Maroon, recusou-se a libera-lo. A WWE teria dito a Bryan em um ponto que ele não estava pronto. Depois de receber mais informações de diagnóstico que o convenceu que a aposentadoria era vital, Bryan anunciou sua aposentadoria no Raw de 8 de fevereiro de 2016.
Em 20 de março de 2018, Bryan anunciou que estava liberado para lutar e no WrestleMania 34 uniu-se com Shane McMahon contra Kevin Owens e Sami Zayn, derrotando-os.

## Vida pessoal
Danielson citou diversos lutadores como influências em seu estilo: Toshiaki Kawada, Mitsuharu Misawa e William Regal. Ele também mencionou que modelou seu estilo baseando-se em Dean Malenko e Chris Benoit usando jiu-jitsu como plataforma. Em 2009, Danielson se mudou para Las Vegas, onde passou a treinar mixed martial arts na Xtreme Couture de Randy Couture.
Durante seu tempo como Campeão Mundial, Danielson foi escolhido pela ROH como treinador-chefe da ROH Wrestling Academy, substituindo Austin Aries. Ele passou a posição para Delirious em 2007.
Danielson se tornou vegetariano em 2009, após problemas no fígado. Em 2012, Danielson ganhou o Prêmio Libby da PETA por ser o "Atleta Mais Amigo dos Animais". Honrando Danielson, o prefeito Micah Cawley de Yakima, Washington declarou 13 de janeiro o "Dia de Daniel Bryan".
Em 11 de abril de 2014, Danielson se casou com a ex-Diva Brie Bella, com quem tinha estado em um relacionamento de quase três anos, o que foi reconhecido no programa Total Divas. A primeira filha do casal, nasceu em 9 de Maio de 2017.
Em 21 de Abril, 2014, a WWE anunciou a morte do pai de Danielson. Ele insistiu em trabalhar naquela noite no Raw como programado, mas voltou para casa imediatamente após o seu segmento ir ao ar.
Danielson descreveu suas vitórias no WrestleMania XXX e seu casamento pouco depois como pontos altos em sua vida profissional e pessoal. Mas dentro de dois meses, ele então experimentou pontos baixos pessoais - a morte de seu pai e de Connor Michalek. Seguido por um baixo ponto de exigir uma cirurgia profissional.
Em julho de 2014, a casa de Danielson em Phoenix, Arizona foi arrombado por dois assaltantes. Danielson chegou em casa naquele momento, e conseguiu perseguir e um dos assaltantes, prendendo um com um mata-leão até que a polícia chegar. Com base na informação recolhida a partir do assaltante apanhado, a polícia prendeu três outras pessoas que estiveram envolvidas em assaltos em toda Arcadia e Phoenix.
Danielson é torcedor do clube inglês Everton Football Club. Ele também é um fã ávido do time de sua cidade natal, o Seattle Seahawks.

## Outras mídias

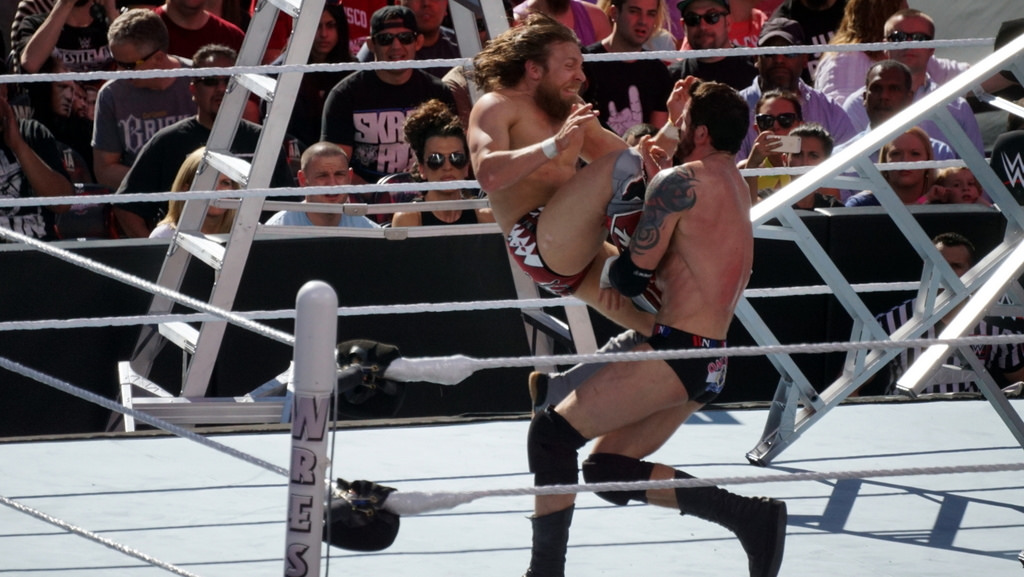
Bryan aplica o running single leg high knee em Bad News Barrett.

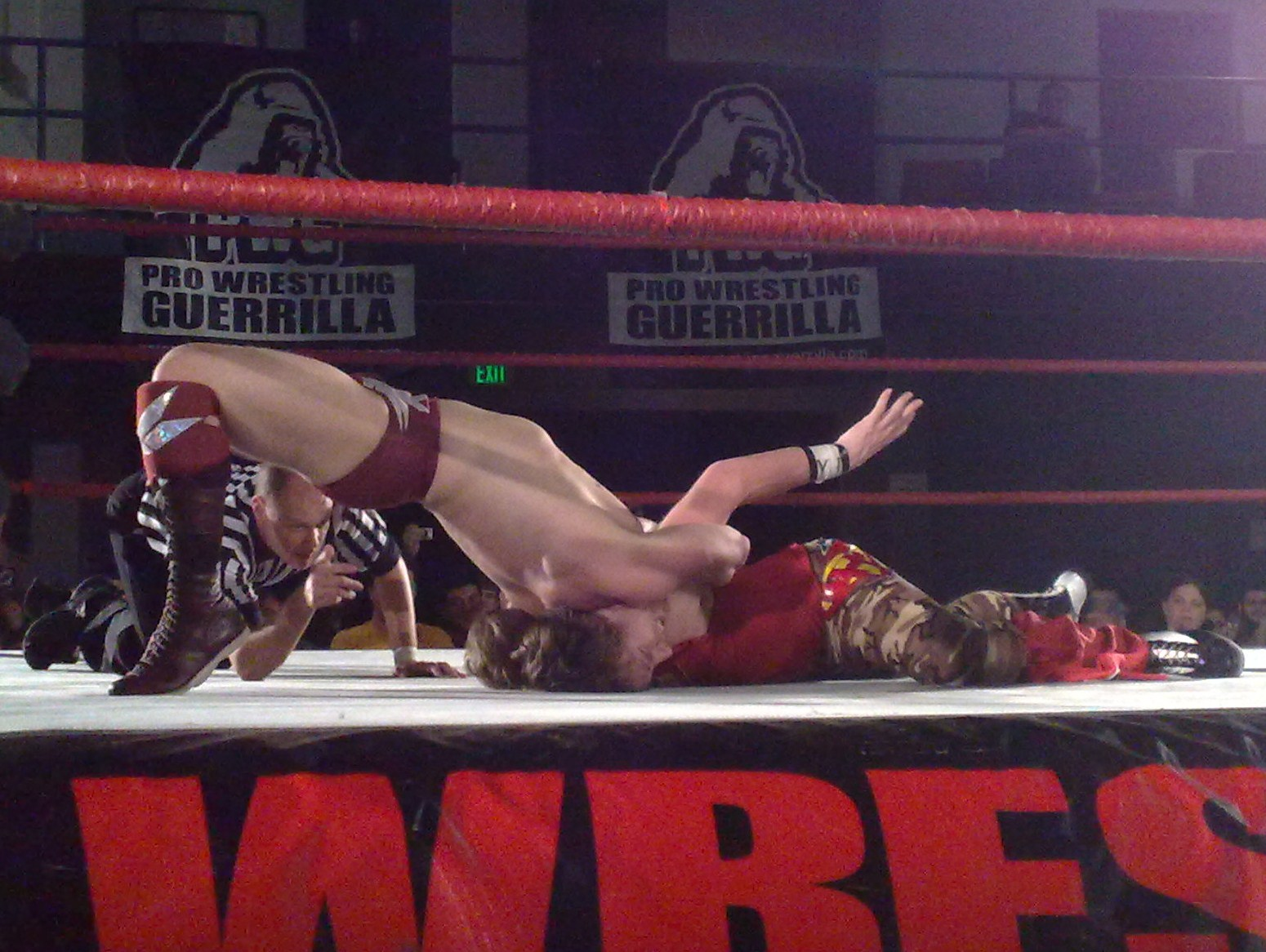
Danielson aplicando o Cattle Mutilation em Chris Hero

Danielson chuta o peito de Triple H.

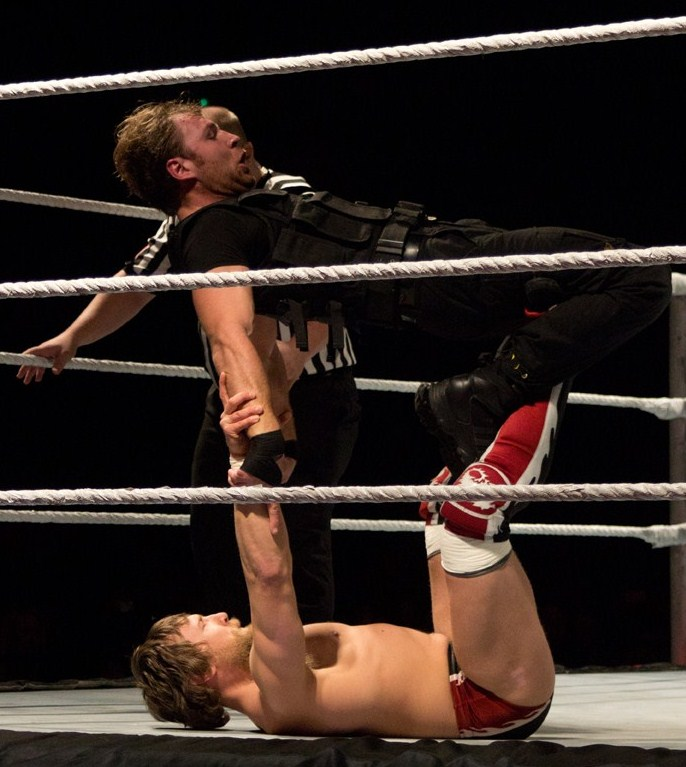
Danielson aplicando um surfboard em Dean Ambrose.

Danielson foi destaque no documentário Wrestling Road Diaries, que foi filmado em 2009, antes dele assinar com a WWE. Danielson é um fã de música indie rock e gravou um single com Kimya Dawson, que foi uma homenagem ao "Captain" Lou Albano.
O relacionamento de Danielson com sua esposa Brie Bella é caracterizado regularmente na série Total Divas no E!. O casamento foi destaque em um episódio.

Danielson era um dos juízes da sexta temporada do Tough Enough ao lado de The Miz e Paige (lutadora)

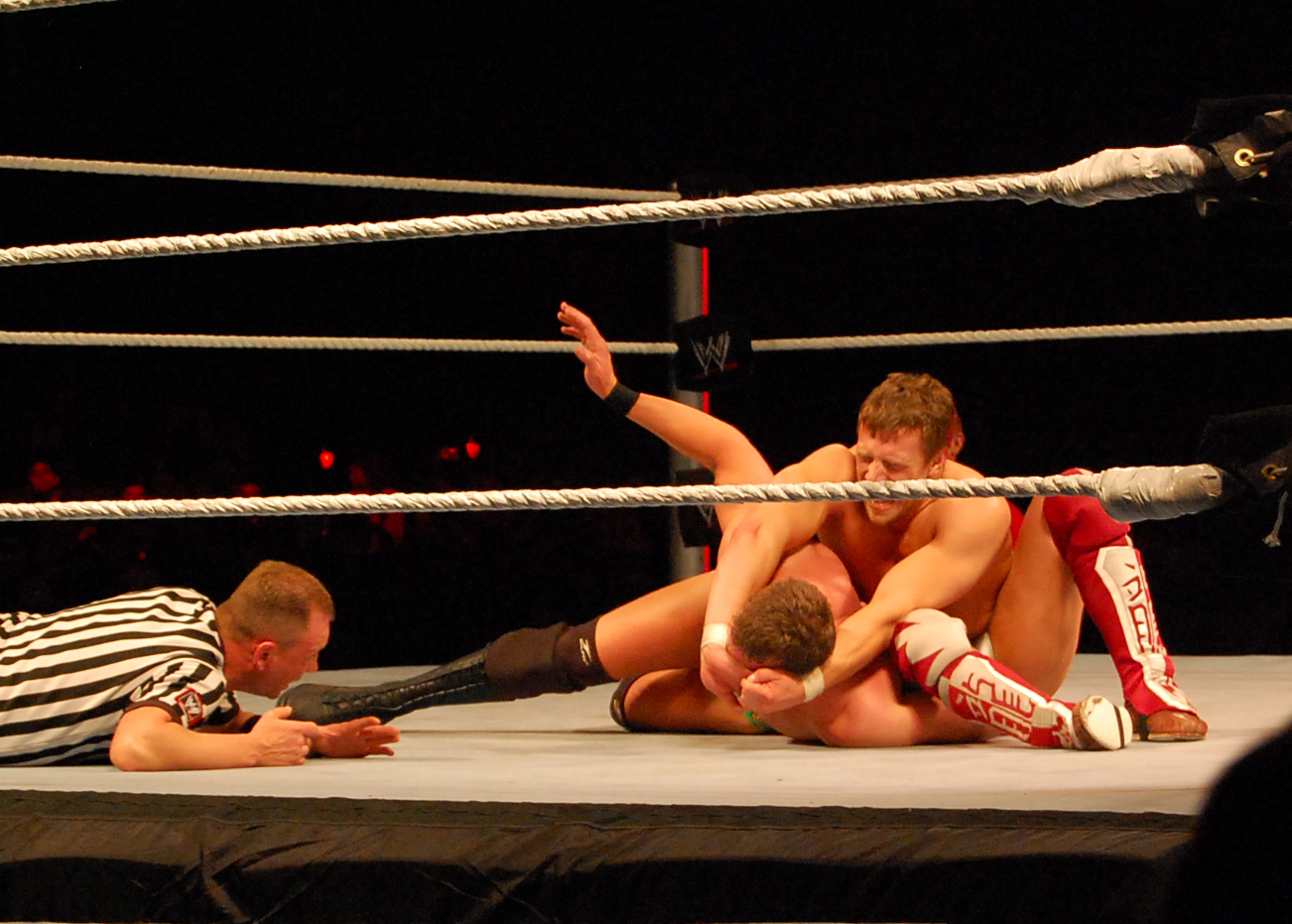
Danielson aplicando o "Yes Lock" em Ted DiBiase.

- Movimentos de finalização
  - Como Daniel Bryan
  - Guillotine choke[247][248][249] – 2011
  - LeBell Lock[250]/"Yes!" Lock[5]/"No!" Lock[251] (Omoplata crossface)[252][253][254] – 2010–2016
  - Knee Plus (Running single leg high knee)[255][256] – 2013–2016; adotado de Kenta[257]
- Como Bryan Danielson
  - Bridging dragon suplex[2]
  - Cattle Mutilation[2][258] (Bridging grounded double chickenwing)[259]
  - Crossface chickenwing, às vezes bodyscissors[260]
  - Double wristlock a um oponente no chão seguido por vários pisões no peito, rosto e cabeça do adversário[261]
  - Double wrist-clutch to a grounded opponent seguido de pisões no peito, rosto e cabeça[262]
  - LeBell Lock (Omoplata crossface)[263] — 2010
  - Regal-Plex (Bridging leg hook belly to back suplex) – adotado de William Regal[258]
  - Cotoveladas à cabeça do oponente enquanto o segurando na posição de um crucifixo[38][259]
  - Triangle choke,[259] às vezes com diversas cotoveladas à cabeça do oponente[260]
- Movimentos secundários
  - Airplane spin[2]
  - Ankle lock[264]
  - Dropkick do córner[265]
  - Elbow smash no córner[266]
  - Danielson Special (Double underhook suplex em um crucifix armbar)[267]
  - Dragon screw legwhip[268]
  - European uppercut[265][267]
  - Flying forearm smash[269]
  - Front missile dropkick[265]
  - Heel hook[68]
  - Indian deathlock[2]
  - High knee saltando em um oponente fora do ringue[250][270]
  - Diversas variações de suplex[259]
    - Belly-to-back,[2] às vezes da corda mais ata[2][258]
    - Belly-to-belly[260]
    - Cravate[271]
    - German[260]
    - Northern Lights[2]
    - Snap half-hatch[2][260]
    - Super[260]
    - Tiger[260]

  - Diversos chutes ao peito e um roundhouse kick na cabeça, com tretalidade[270][272]
  - Roaring elbow[2]
  - Rolling fireman's carry slam[2]
  - Roundhouse kick[273]
  - Running big boot ao oponente no córner[2]
  - Running leg lariat[265]
  - Sleeper hold[264][270]
  - Suicide dive[269]
  - Surfboard,[260][265] às vezes com umdragon sleeper[274]
- Managers
  - Dave Prazak[275]
  - The Miz[276]
  - Brie Bella[277]
  - Gail Kim[111]
  - AJ Lee[278]
  - Bray Wyatt[279]
- Alcunhas
  - "The American Dolphin"[280]
  - "The American Dragon"[2]
  - "The Beard"[281]
  - "The Best Wrestler in the World"[2][282]
  - "The Dazzler"[2][283]
  - "G.O.A.T." (Greatest of All Time)[284]
  - "The King of Beards"[283]
  - "The Master of the Small Package"[2]
  - "Mr. Money in the Bank"[121]
  - "Mr. Small Package"[285]
  - "The Submission Specialist"[286]
  - "The World's Toughest Vegan"[287]
  - "The "Yes!"[288]/"No!" Man"'[289]
- Temas de entrada
  - Como Bryan Danielson
    - "Self Esteem" por The Offspring[290]
    - "Turn Turn Turn" por The Byrds 2005 Ted Petty Invitational
    - "Obsession" por Animotion[275]
    - "The Final Countdown" por Europe[291]

  - Como Daniel Bryan
    - "I Came to Play" por Downstait (23 de fevereiro de 2010 - 18 de maio de 2010; enquanto NXT Rookie de The Miz)
    - "Wild & Young" por American Bang (25 de maio de 2010—31 de maio de 2010; enquanto parte do NXT)
    - "The Rage" por Burnout Paradise (15 de agosto de 2010—19 de setembro de 2010)
    - "Cavalgada das Valquírias" por Richard Wagner[292] (20 de setembro de 2010—29 de novembro de 2010; 30 de janeiro de 2011—29 de julho de 2011)
    - "Cavalgada das Valquírias (remake)" por Jim Johnston (5 de dezembro de 2010—24 de janeiro de 2011)
    - "Freefall" por Two Steps From Hell (5 de agosto de 2011)
    - "Big Epic Thing" por Jim Johnston (12 de agosto de 2011—4 de novembro de 2011)
    - "Flight of the Valkyries" por Jim Johnston (10 de novembro de 2011—8 de fevereiro de 2016, 22 de março de 2018-presente)
    - "Broken Out in Love" por Mark Crozer & The Rels (6 de janeiro de 2014; como parte da Wyatt Family)

Lutadores que treinou
- Alex Payne[278]
- Andrew Patterson[278]
- Bobby Quance[278]
- Cheerleader Melissa[278]
- Coone[278]
- Dan Marshall[278]
- Farmer Joe[278]
- Kafu[278]
- Killer J Mathias[278]
- Reno[278]
- Rhett Titus[278]
- Robbie Ryder[278]
- Simon Gotch[278]
- Sara Del Rey[278]
- Voltage[278]
- Zodiac[278]

## Títulos e prêmios
- All Pro Wrestling

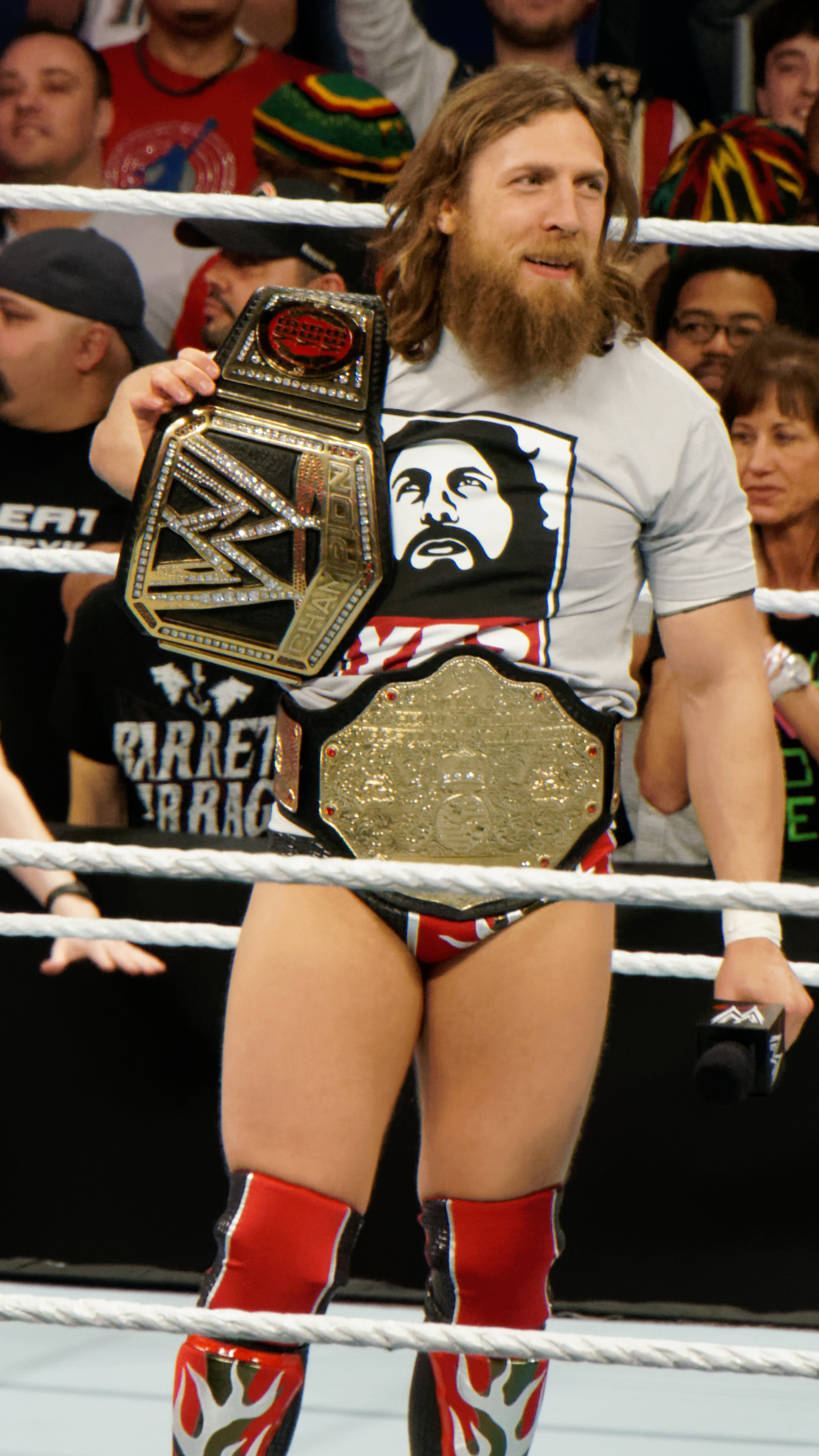
Bryan como campeão mundial dos pesos-pesados da WWE durante seu terceiro reinado.

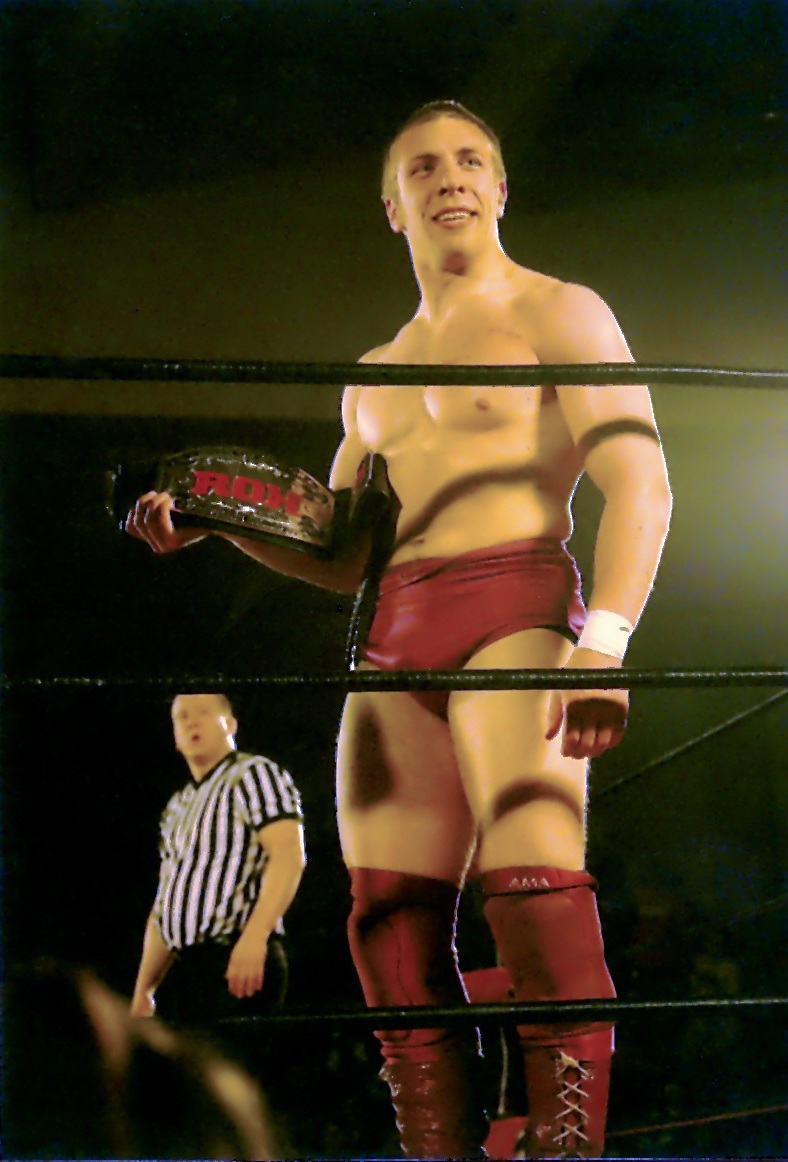
Danielson como Campeão Mundial da ROH em 2006.

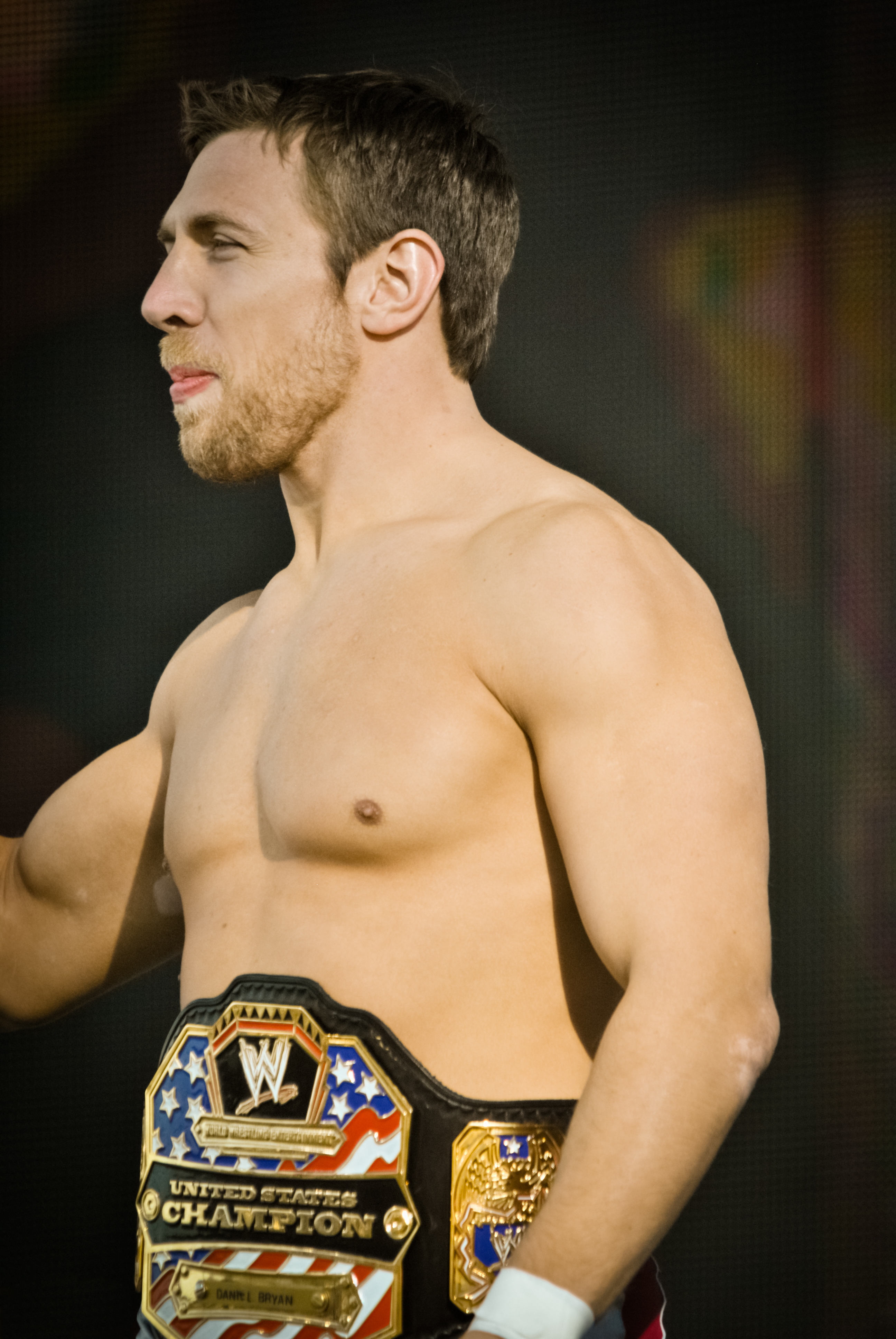
Bryan como Campeão dos Estados Unidos em 2010.

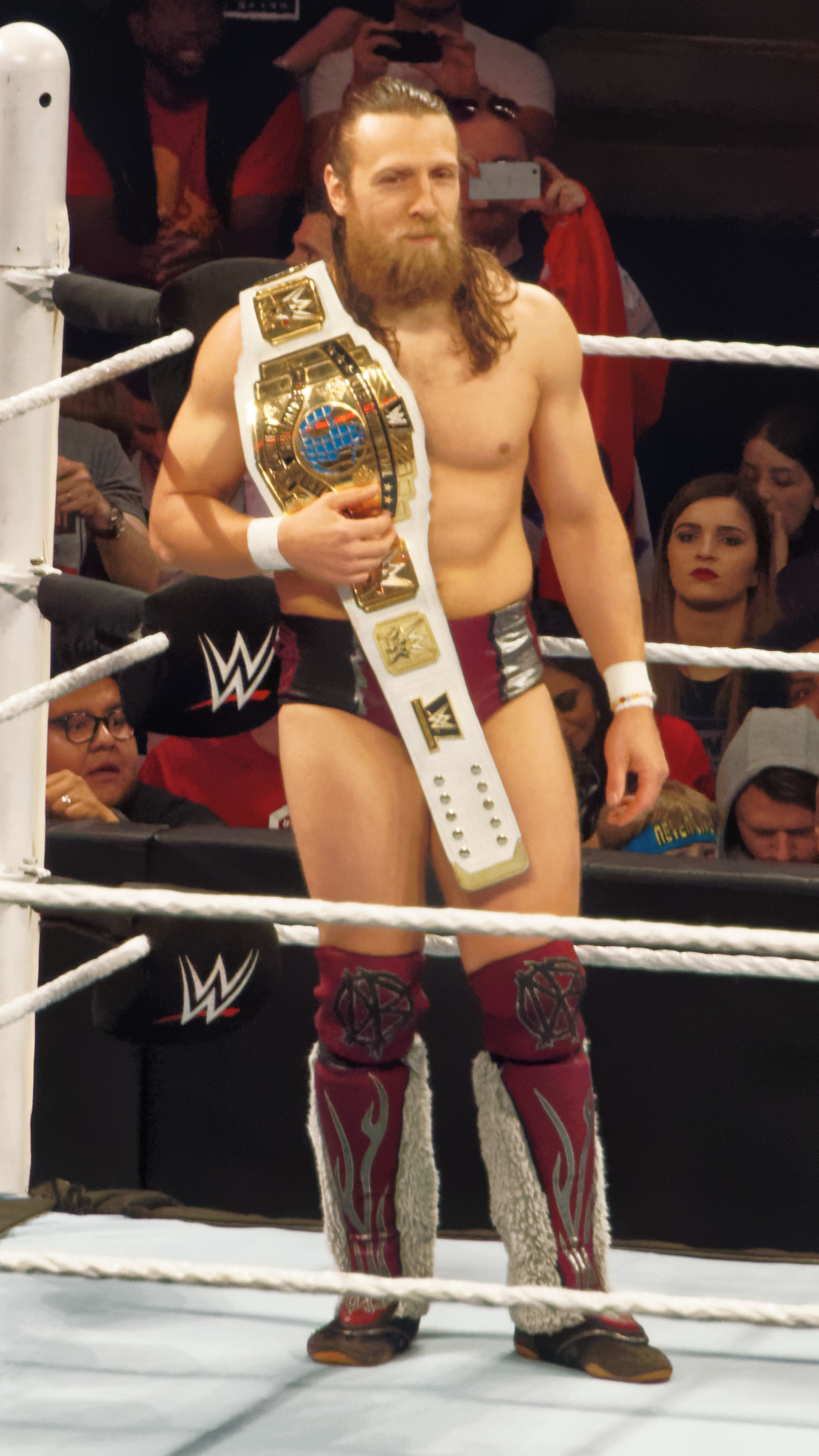
Bryan como campeão intercontinental em 2015.

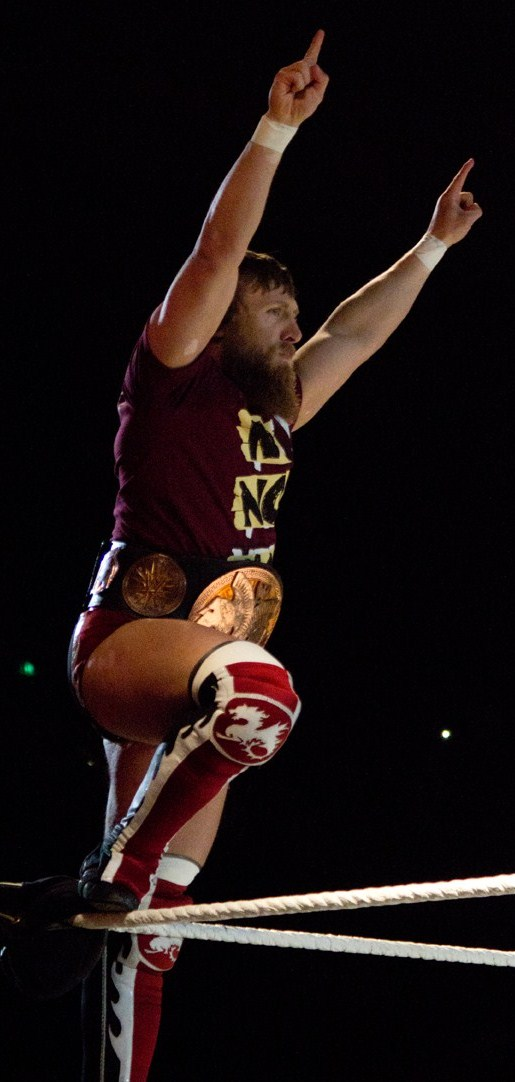
Bryan foi campeão de duplas da WWE juntamente com Kane como parte do Team Hell No.

  - APW Worldwide Internet Championship ([1 vez)[293]
  - King of the Indies (2001)[259][294]
- All Star Wrestling
  - ASW World Heavy Middleweight Championship (1 vez)[1]
- East Coast Wrestling Association
  - ECWA Tag Team Championship (1 vez) – com Low Ki
- Evolve
  - Luta do Ano (2010) vs. Munenori Sawa em 11 de setembro[295]
- Extreme Canadian Championship Wrestling
  - NWA Canadian Junior Heavyweight Championship (1 vez)[296]
- Full Impact Pro
  - FIP Heavyweight Championship (1 vez)[259]
- International Wrestling Association
  - IWA Puerto Rico Heavyweight Championship (1 vez)[86]
- Memphis Championship Wrestling
  - MCW Southern Light Heavyweight Championship (1 vez)[1]
  - MCW Southern Tag Team Championship (1 vez) – com Spanky[1]
- NWA Mid-South
  - NWA Southern Junior Heavyweight Championship (1 vez)[297]
- New Japan Pro Wrestling
  - IWGP Junior Heavyweight Tag Team Championship (1 vez)[259] – com Curry Man[1]
  - Best of the American Super Juniors (2004)[298]
- Pro Wrestling Guerrilla
  - PWG World Championship (2 vezes)[259][299]
- Pro Wrestling Illustrated
  - Rivalidade do ano (2013)[300] vs. The Authority
  - Luta do ano (2013)[301] vs. John Cena no SummerSlam
  - Lutador mais inspirador do ano (2014)[302]
  - Lutador mais popular do ano (2013)[303]
  - Lutador do ano (2013)[304]
  - PWI colocou-o em 1º dos 500 melhores lutadores na PWI 500 em 2014[305]
- Pro Wrestling Noah
  - GHC Junior Heavyweight Championship (1 vez)[258][259]
- Pro Wrestling Report
  - Lutador Independente do Ano (2006)[306]
- Ring of Honor
  - ROH Pure Championship (1 vez)[37]
  - ROH World Championship (1 vez)[28]
  - Survival of the Fittest (2004)[1][259]
- Rolling Stone
  - Lesão mais dolorosa do ano (2015)[307] compartilhado com Cesaro e Seth Rollins
  - Lesão mais inoportuna (2015)[308] Empatado com Tyson Kidd
- Texas Wrestling Alliance
  - TWA Tag Team Championship (1 vez) – com Spanky[1]
- westside Xtreme wrestling
  - wXw World Heavyweight Championship (1 vez)[309]
  - Ambition 1 (2010)[85]
- World Series Wrestling
  - WSW Heavyweight Championship (1 vez)[310]
- World Wrestling Entertainment / WWE
  - WWE [World Heavyweight] Championship (4 vezes)[311][312][313]
  - World Heavyweight Championship (1 vez)[314]
  - WWE Tag Team Championship (1 vez) - com Kane[315]
  - WWE SmackDown Tag Team Championship (1 vez;)- com Rowan
  - WWE United States Championship (1 vez)[104]
  - WWE Intercontinental Championship (1 vez)[316]
  - Money in the Bank (SmackDown, 2011)[120]
  - 26º vencedor da Tríplice Coroa[317]
  - 15º vencedor do Grand Slam[216][318]
  - Slammy Awards (12 vezes)
    - Cole in Your Stocking (2010) – atacando Michael Cole no NXT[319]
    - Choque do Ano (2010) – estreia do Nexus[319][319]
    - Virada do Ano (2012) - derrotar Big Show e Mark Henry no Royal Rumble[320]
    - Pelo Facial do Ano (2012)[320]
    - Twitter do Ano (2012) - "Cara de bode é um insulto terrível. Meu rosto é praticamente perfeito em todos os sentidos. A partir de agora, exijo ser chamado Lindo Bryan."[320][321]
    - Casal do Ano (2013, 2014) com Brie Bella[322][323]
    - Bordão do Ano (2013) - "YES! YES! YES!"[322]
    - Superstar do Ano (2013)[324]
    - Participação dos Fãs do Ano (2013) - "YES! YES! YES!"[324]
    - Barba do Ano (2013)[322]
    - Rivalidade do Ano (2014) – vs. The Authority[323]
- Wrestling Observer Newsletter[325]
- Melhor livro (2015) Yes! with Craig Tello[326]
  - Melhor DVD de wrestling (2015) Daniel Bryan: Just Say Yes! Yes! Yes![326]
  - Melhor Lutador Técnico (2005–2013)[259][327][328]
  - Luta do Ano (2007)[259] vs. Takeshi Morishima em 25 de agosto
  - Lutador Mais Proeminente (2006–2010)[259][327][328]
  - Lutador Mais Proeminente da Década (2000–2009)[329]
  - Melhor Não-Lutador (2018)[330]

Outros prêmios e honrarias
- PETA Libby Award para o atleta animal mais amigável (2012)[331]